# Municipio de Wilson (condado de Pope)
El municipio de Wilson (en inglés: Wilson Township) es un municipio ubicado en el condado de Pope en el estado estadounidense de Arkansas. En el año 2010 tenía una población de 4774 habitantes y una densidad poblacional de 31,06 personas por km².

## Geografía
El municipio de Wilson se encuentra ubicado en las coordenadas 35°13′5″N 92°56′4″O / 35.21806, -92.93444. Según la Oficina del Censo de los Estados Unidos, el municipio tiene una superficie total de 153.73 km², de la cual 145.88 km² corresponden a tierra firme y (5.11%) 7.85 km² es agua.

## Demografía
Según el censo de 2010, había 4774 personas residiendo en el municipio de Wilson. La densidad de población era de 31,06 hab./km². De los 4774 habitantes, el municipio de Wilson estaba compuesto por el 94.97% blancos, el 1.51% eran afroamericanos, el 0.78% eran amerindios, el 0.08% eran asiáticos, el 0.13% eran isleños del Pacífico, el 1.09% eran de otras razas y el 1.45% pertenecían a dos o más razas. Del total de la población el 2.24% eran hispanos o latinos de cualquier raza.